# Liste der Kulturdenkmäler in Kappeln (bei Lauterecken)
In der Liste der Kulturdenkmäler in Kappeln sind alle Kulturdenkmäler der rheinland-pfälzischen Ortsgemeinde Kappeln aufgeführt. Grundlage ist die Denkmalliste des Landes Rheinland-Pfalz (Stand: 6. September 2022).

## Denkmalzonen
| Bezeichnung                     | Lage                       | Baujahr                    | Beschreibung | Bild            |
| ------------------------------- | -------------------------- | -------------------------- | --- | --------------- |
| Denkmalzone Evangelische Kirche | Hauptstraße 20 und 22 Lage | Mitte des 12. Jahrhunderts | Gesamtanlage aus evangelischer Kirche (romanischer Glockenturm, dendrodatiert auf die Mitte des 12. Jahrhunderts, 1862 erhöht; barocker Saalbau, 1789/90; Oberlinger-Orgel, 19. Jahrhundert) und Dreiseithof (Hauptstraße 20, mit mittelalterlichen Spolien in den Ökonomiegebäuden) | Fotos hochladen |

## Einzeldenkmäler
| Bezeichnung     | Lage                      | Baujahr         | Beschreibung | Bild            |
| --------------- | ------------------------- | --------------- | --- | --------------- |
| Brunnenhäuschen | Damm, bei Nr. 4 Lage      | 19. Jahrhundert | kleiner Bruchsteinbau, wohl aus dem 19. Jahrhundert | Fotos hochladen |
| Pfarrhaus       | Friedhofweg 2 Lage        | 1854–56         | ehemaliges Pfarrhaus; sandsteingegliederter Putzbau über hohem Quadersockel, 1854–56, Architekt Kreisbaurat Leonhard, St. Wendel; in der Scheune römische Spolie | Fotos hochladen |
| Wohnhaus        | Oberdorf 15 Lage          | 1764            | Treppengiebelhaus, bezeichnet 1764, Umbau 1908 | Fotos hochladen |
| Brunnenhäuschen | Oberdorf, bei Nr. 15 Lage | 19. Jahrhundert | kleiner halbrunder Bau, wohl aus dem 19. Jahrhundert | Fotos hochladen |
| Portal          | Unterdorf, an Nr. 6 Lage  | 1589            | Rundbogenportal, bezeichnet 1589 | Fotos hochladen |